# Аггенейс
Аггенейс (африк. Aggeneys) — шахтёрский город в регионе Бушменленд Северо-Капской провинции ЮАР. Город основан в 1976 году, расположен между городами Пофаддер и Спрингбок

## Название
Никто точно не знает происхождение названия Аггенейс. Возможно оно произошло как производное из языка нама, означающее «место крови», «место красной глины» или «место рид» (южноафриканские многолетние травянистые растения тростникового типа). Один из авторов склоняется к последнему предположению.

## Рудники

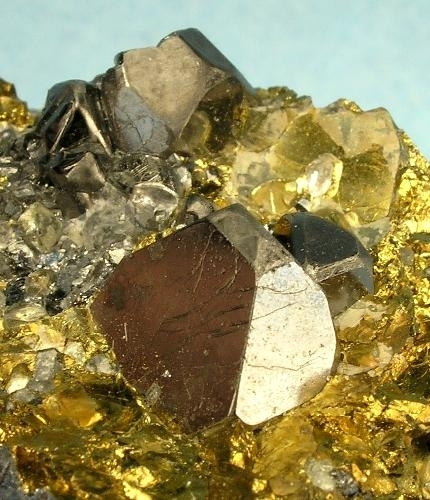
Образец кристаллов халькопирита (золотистый) и магнетита (чёрный). Аггенейский рудник.

Аггенейс был основан на месте одноимённой фермы для обслуживания рудников компании Black Mountain Mine. Близлежащий рудник на западе от города занимается добычей цинка, свинца, меди и серебра. Добытая руда перевозится грузовиками по грунтовой дороге до близлежащей железнодорожной ветке в 150 км на юго-восток от рудника. Отсортированная руда далее перевозится к бухте Салданья, откуда отправляется на специальных 250-метровых рудовозах с ёмкостью в 50 тыс. тонн, построенных для хетих операций в 1978 году.
В соседнем инзельберге Гамсберг были обнаружены залежи цинка, которые также готовятся к добыче. В целом местные холмы, горы и инсельберги обладают самой многообразной и сложной геологией в ЮАР и включают одни из наиболее богатых залежей меди, свинца и цинка.

## Экология
В полупустынном ландшафте города были посажены деревья травяные лужайки, чтобы придать городу вид оазиса в пустыне. Одной из основных достопримечательностей города стало поле для гольфа. Однако для обеспечения водоснажения города местных источников недостаточно, поэтому вода качается из Оранжевой, расположенной в 40 км к северу.
За границами города засушливый регион обладает уникальной экологией, здесь присутствуют разнообразные инзельберги, пики, холмы и равнины с различными каменистыми и мелкими почвами. Всё это поддерживает богатый растительный мир, животных, птиц и насекомых, включая редкие и эндемичные виды.
Средний годовой уровень осадков здесь около 112 мм в год, однако отличается высокой вариабельностью. В основном дожди выпадают с января по апрель. Самый низкий уровень всего в 11 мм был зарегистрирован в 1992 году, а самый дождливым с 220 мм осадков был 2006 год. Температура от 15 °C до 38 °C летом и от 0 °C до 18 °C зимой.
В окрестностях горы Гамсберг обитают одни из последних племён бушменов.

## Транспорт
В Аггенейсе расположен аэродром Аэропорт Аггернейс. Однако полёты по расписанию отсутствуют.